# علي رضا باشا
علي رضا باشا (بالتركية العثمانية: على رضا پاشا، وبالتركية الحديثة: Ali Rıza Paşa) ـ (1860 ـ 1932) هو سياسي عثماني، كان واحدًا من أواخر من شغلوا منصب الصدر الأعظم في الدولة العثمانية، وكان ذلك في الفترة من 14 أكتوبر 1919 إلى 2 مارس 1920، في عهد محمد السادس، آخر سلاطين بني عثمان.